# People like People like People like Us
People Like People Like People Like Us è il quinto studio album della rock band svedese Backyard Babies, pubblicato nel 2006.  È stato prodotto da Nicke Andersson, cantante della rock and roll band The Hellacopters.  Sono stati estratti ben tre video da questo album: The Mess Age (How Could I Be So Wrong), Dysfunctional Professional and Roads.

## Tracce
1. People Like People Like People Like Us
2. Cockblocker Blues
3. Dysfunctional Professional
4. We Go A Long Way Back
5. Roads
6. Blitzkrieg Loveshock
7. The Mess Age (How Could I Be So Wrong)
8. I Got Spades
9. Hold 'Em Down
10. Heroes & Heroines
11. You Cannot Win
12. Things To Do Before We Die